# Ngữ hệ Đông Bắc Kavkaz

Khu vực phân bố chính của các ngôn ngữ Đông Bắc Kavkaz.

 Ngữ hệ Đông Bắc Kavkaz hay ngữ hệ Nakh-Dagestan là một ngữ hệ được nói tại các nước cộng hòa thuộc Nga gồm Dagestan, Chechnya, và Ingushetia, ở bắc Azerbaijan và đông bắc Gruzia, cũng như ở các cộng đồng người nhập cư ở Tây Âu, Thổ Nhĩ Kỳ, và Trung Đông. 